# سد ال کاخون (مکزیک)
سد ال کاخون (به اسپانیایی: Presa El Cajón) یک سد خاکی و نیروگاه برقابی در مکزیک است که در نایاریت واقع شده‌است.